# Heinz Rethage
Heinz Rethage (geboren am 23. Dezember 1951 in Bochum) ist ein deutscher Bauingenieur, Manager und ehemaliger Beamter. Überregional bekannt wurde er in der ersten Hälfte der 2010er-Jahre als Geschäftsführer der Flughafen Frankfurt-Hahn GmbH.

## Werdegang
Rethage wurde am 23. Dezember 1951 in Bochum geboren. Hier besuchte er zunächst die Grundschule und anschließend ein Gymnasium, das er 1968 mit der Mittleren Reife verließ. Nach einer Lehre als Straßen- und Gleisbauer und Erlangen der Hochschulreife über den Zweiten Bildungsweg begann Rethage ein Bauingenieurs-Studium an der FH Bochum, das er 1974 als graduierter Ingenieur erfolgreich beendete. Nach Ableistung seines Zivildienstes nahm Rethage an der RWTH Aachen ein erneutes Studium auf, das er 1979 als Diplom-Ingenieur abschloss. Seine berufliche Laufbahn begann Rethage bei der Deutschen Bundesbahn (DB), das hierfür notwendige Technisches Referendariat leistete er von 1980 bis 1982 beim Hessischen Landesamt für Straßenbau ab. Rethage blieb sechs Jahre bei der DB, während dieser Zeit absolvierte er parallel ein Abendstudium an der FH Bochum mit dem Abschluss Wirtschaftsingenieur. Ebenfalls in Bochum wurde Rethage promoviert, nach der DB-Zeit war er zunächst bei Thyssenkrupp und anschließend sechs Jahre als Dezernent bei der Stadtverwaltung in Kiel beschäftigt. 2004 kandidierte Rethage für den Posten des hauptamtlichen Bürgermeisters der Stadt Soest, unterlag aber dem Amtsinhaber Eckhard Ruthemeyer in der Stichwahl. Ab 2005 war er kaufmännischer Geschäftsführer des rheinland-pfälzischen Landesbetriebs für Mobilität (LBM) in Koblenz. Rethage ist Mitglied der SPD, beim Ortsverein Vallendar wurde er im Mai 2022 für 40 Jahre Parteizugehörigkeit geehrt.

## Geschäftsführer am Flughafen Hahn
Zum 1. Februar 2013 löste Rethage Jörg Schumacher als Sprecher der Geschäftsführung der sich mehrheitlich im Besitz des Landes Rheinland-Pfalz befindenden Betreibergesellschaft des Flughafens Frankfurt-Hahn ab. Nachfolger Rethages beim LBM wurde ab April 2013 zunächst kommissarisch, ab Dezember 2014 dauerhaft Alfred Dreher.
Hauptaufgabe Rethages sollte es sein, den defizitären Flughafenbetrieb wirtschaftlich zu sanieren. Er erarbeitete ein entsprechendes Konzept, das der Aufsichtsrat im September 2013, wenn auch in abgespeckter Form, billigte. Allerdings geriet Rethage auf dem Hahn zunehmend in Kritik, da ihm vorgeworfen wurde, seine Kompetenzen überschritten zu haben. Dies galt insbesondere, weil er sich als Leiter einer entsprechenden Arbeitsgruppe bemüht hatte, mutmaßlichen Verfehlungen aus der Vergangenheit und Fällen von Vetternwirtschaft nachzugehen. So drang in die Öffentlichkeit, dass die Flughafengesellschaft den Handballverein HSG Irmenach-Kleinich-Horbruch trotz der defizitären Situation seit 2004 mit einem jährlichen Sponsorenbeitrag in fünfstelliger Höhe unterstützt hatte. Die Vereinbarung, die unter Beteiligung des CDU-Abgeordneten Alexander Licht zustande gekommen war, war ohne Wissen des zuständigen Innenministers Roger Lewentz getroffen worden. Anfang September 2013 wurde Rethage die Leitung der Arbeitsgruppe entzogen. Das Verhältnis Rethages zu seinem beruflichen Umfeld gestaltete sich in der Folge zunehmend schwieriger. Kurz nacheinander traten sowohl Aufsichtsratsmitglied Hans-Josef Bracht als auch der Vorsitzende des Gremiums, Johannes Endler, von ihren Posten zurück. Nachfolger Endlers wurde im September 2013 Finanzstaatssekretär Salvatore Barbaro. Auch Co-Geschäftsführer Wolfgang Pollety bat um seine Ablösung, er wechselte schließlich im November 2013 zur Flughafen Hamburg GmbH. Nachfolger auf dem Hahn wurde der bisherige Geschäftsführer des Flughafens Dortmund, Manfred Bunk. Im Gegensatz zu Pollety wurde er mit Amtsantritt Rethage gleichgestellt, die Gesellschaft somit von einer Doppelspitze geführt.
In der Folgezeit verschlechterte sich das Verhältnis Rethages zum Betriebsrat des Unternehmens mehr und mehr, und auch die Belegschaft spaltete sich in Befürworter und Gegner des Geschäftsführers. Nachdem bei der Betriebsratswahl im April 2014 eine der beiden Listen nicht zur Wahl zugelassen worden war und zuvor Beschäftigte des Unternehmens einen gemeinsamen Brandbrief an die Regierung verfasst hatten, drohte die Situation zu eskalieren. Schließlich entschloss sich die Landesregierung Anfang Mai 2014, Rethage seines Postens zu entheben und ihn künftig als Berater im Innenministerium einzusetzen. Seine Stelle wurde nicht mehr besetzt, somit war Bunk seither alleiniger Geschäftsführer. Während Rethages Sanierungsbestrebungen und seine Bereitschaft, Verfehlungen der Vergangenheit aufzuspüren und nachfolgend zur strafrechtlichen Bewertung zu bringen, positiv beurteilt wurden, war es insbesondere die Art und Weise des Vorgehens Rethages, die letztlich zu seiner Abberufung führten.
Eine Klage Rethages gegen die Flughafengesellschaft wegen entgangener Bonuszahlungen endete im Dezember 2015 mit einem Vergleich, ein Strafverfahren gegen ihn wegen angeblicher Bespitzelung des Betriebsrates wurde eingestellt.

## Nach dem Hahn
Zum Jahresende 2014 endete Rethages Tätigkeit im Innenministerium. Im Vorfeld der Landtagswahl 2016 stellte er im Januar 2015, obwohl Mitglied der regierenden SPD, auf einer gemeinsamen Veranstaltung mit Volker Wissing, dem Landesvorsitzenden der oppositionellen FDP, ein Sanierungskonzept für den Flughafen vor. Bei dieser Gelegenheit griff er die bisherige Wirtschaftspolitik der Landesregierung in Bezug auf den Flughafen Hahn scharf an. Sowohl von Seiten der SPD-Landtagsfraktion als auch vom SPD-geführten Verkehrsministerium erntete er damit Kritik, Zustimmung fand er bei der CDU sowie beim Bund der Steuerzahler. Seit seiner Pensionierung betätigt sich Rethage als Berater für Existenzgründungen und bei kleinen und mittleren Unternehmen.

## Sonstiges
Rethage besaß einen Lehrauftrag am Institut für Straßen- und Eisenbahnwesen des Karlsruher Instituts für Technologie.